# Jazz from Hell
Jazz from Hell es un álbum instrumental de Frank Zappa. Se editó en noviembre de 1986 bajo el sello discográfico Barking Pumpkin Records en su versión en vinilo y por Rykodisc en su versión en CD. Todas las composiciones están ejecutadas con Synclavier con excepción de "St. Etienne".
"While You Were Art II" está basada en una transcripción de un solo de guitarra que aparece en la pista "While You Were Out" del álbum Shut Up 'n Play Yer Guitar. 
En la primera edición en CD para Europa, el álbum apareció como el segundo de una compilación con nueve pistas de Frank Zappa Meets the Mothers of Prevention en el mismo CD.
Zappa ganó un Premio Grammy por este álbum como Mejor actuación de rock instrumental por este álbum.
Aun siendo un álbum instrumental, Meyer Music Markets vendió Jazz from Hell con el aviso de la RIAA, Parental Advisory (aviso paternal).

## Lista de canciones
- Todas compuestas y arregladas por Frank Zappa.

### Cara A
1. "Night School" – 4:47
2. "The Beltway Bandits" – 3:25
3. "While You Were Art II" – 7:17
4. "Jazz from Hell" – 2:58

### Cara B
1. "G-Spot Tornado" – 3:17
2. "Damp Ankles" – 3:45
3. "St. Etienne" – 6:26
4. "Massaggio Galore" – 2:31

## Personal
- Frank Zappa – Guitarra principal, Synclavier
- Steve Vai – Guitarra rítmica, guitarra
- Ray White – Guitarra rítmica, guitarra
- Tommy Mars – Teclados
- Bobby Martin – Teclados
- Ed Mann – Percusión
- Scott Thunes – Bajo
- Chad Wackerman – Batería
- Bob Rice – Asistente informático
- Bob Stone – Ingeniero
- Greg Gorman – Fotografía